# Dendrocolaptes sanctithomae
Dendrocolaptes sanctithomae е вид птица от семейство Furnariidae.

## Разпространение
Видът е разпространен в Белиз, Колумбия, Коста Рика, Еквадор, Салвадор, Гватемала, Хондурас, Мексико, Никарагуа, Панама и Венецуела.